# Alexandre de Cotyaion
Alexandre de Cotyaion, dit aussi Alexandre le grammairien ou Alexandre fils d'Asclépiade (né vers 70/80 - mort vers 150) était un grammairien, enseignant et critique littéraire grec qui vécut dans la première moitié du IIe siècle.

## Notice historique
Originaire de Cotyaion en Phrygie, Alexandre enseigna essentiellement dans sa cité. Il fut aussi le maître de grec d'Aelius Aristide qui rédigea un éloge funèbre à son attention puis de Marc Aurèle qui le tient en grand estime. Il donnait des cours sur Homère et les poètes lyriques, mais aussi sur Platon et Hérodote. En récompense pour son intense travail de médiateur entre la court impériale et sa cité d'origine, Cotyaion lui accordé des honneurs héroïques.

## Œuvres
Les Anciens lui connaissaient plusieurs ouvrages :
- des commentaires consacrés à Homère et composé d'au moins deux livres, Exegetica (Ἐξηγητικά)[6] ou Commentaires Homériques (Ὁμηρικὴ συγγραφή)[7].
- une vaste collection de commentaires en 24 livres (Παντοδαπά)[8] ;
- un ouvrage sur Homère, mentionné par Aelius Aristide[9] ;
- un autre sur Esope, mentionné par Aelius Aristide[10].

Tous ces livres sont perdus, et seuls une quinzaine de fragments sont conservés à travers Porphyre de Tyr et les lexicographes et commentateurs byzantins, traitant essentiellement de problèmes homériques.

## Editions des fragments
- (grc + fr) Jean-Luc Vix, Alexandros de Cotiaeon, Fragments, Belles Lettres, 2018, 140 p. (ISBN 978-2-251-44776-6).
- Dyck A.R., “The fragments of Alexander of Cotiaeum”, Illinois Classical Studies 16, Urbana, 1991, p.307-335